# 64 (magazine d'échecs)
Pour les articles homonymes, voir 64 (homonymie).
64 (en russe : 64 — Шахматное обозрение) est un magazine russe d'échecs et de dames publié à Moscou.

## Le magazine
Il est publié depuis 1924 comme magazine, et en 1935 il devient un journal hebdomadaire. Nikolai Krylenko en est le rédacteur de 1924 à sa mort en 1938. La publication est interrompue en 1941 par la Seconde Guerre mondiale et reprend après la guerre. En 1968, il est transformé en magazine hebdomadaire par Alexander Roshal et le champion du monde Tigran Petrossian. Vassily Smyslov en est le rédacteur adjoint.
Petrossian en reste le rédacteur jusqu'en 1977, quand il est licencié après sa défaite contre le transfuge Viktor Kortchnoï en quart de finale du match des candidats[réf. nécessaire].
Roshal est sévèrement puni en 1986, quand 64 publie des extraits d’Autres rivages, l'autobiographie de l'écrivain américain d'origine russe Vladimir Nabokov (lui-même joueur d'échecs et problémiste), même si à cette époque Anatoli Karpov en est le rédacteur en chef. C'est en effet la première fois que Nabokov est publié en URSS[réf. souhaitée].
En 1992, le magazine connait des temps difficiles et la publication est suspendue, mais Roshal le privatise et la publication reprend. Il est bimestriel.

## Oscar
L'Oscar des échecs a été attribué par 64 de 1995 (prix décerné en 1996) à 2013.
Ses récipiendaires furent :
- Garry Kasparov en 1995, 1999, 2001 et 2002 ;
- Viswanathan Anand en 1997, 1998, 2003, 2004, 2007 et 2008 ;
- Vladimir Kramnik en 2000 et 2006 ;
- Veselin Topalov en 2005 ;
- Magnus Carlsen en 2009, 2010, 2011, 2012 et 2013 .